# 디에고 트리스탄
디에고 트리스탄 에레라(스페인어: Diego Tristán Herrera, 1976년 1월 5일 ~ )는 스페인의 은퇴한 축구 선수이며 선수 시절 포지션은 공격수이다. 프리메라리가에서 통산 227경기에 나서 95골을 기록하였고, 2002년 월드컵에서 활약하였다.

## 축구인 경력

### 클럽 경력
베티스의 유소년 팀과 B팀을 거쳐 마요르카의 B팀으로 이적하였고, 1999년 9월 20일 열린 누만시아와의 1999-2000 프리메라리가 경기에서 1군 팀 데뷔전을 가졌다. 이후 총 리그 35경기에 나서 18골을 기록하는 좋은 활약으로 데뷔 시즌을 마무리하였고, 이 활약을 바탕으로 레알 마드리드 이적을 추진하였으나 협상 도중 레알 마드리드의 회장이 교체되며 무산되었고, 디펜딩 챔피언이었던 데포르티보 라 코루냐로 이적하였다.
데포르티보에서 첫 시즌 리그 29경기에서 19골을 기록하는 좋은 활약을 펼쳤다. 2번째 시즌인 2001-02 시즌엔 챔피언스리그에서 6골 코파 델 레이에서 5골을 기록한 것 뿐만 아니라 리그에서는 21골을 기록하며 리그 득점왕에 올랐다. 2002-03 시즌엔 발목 부상을 입어 그 여파로 리그 23경기 출전에 9골을 기록하여 지난 시즌에 비해 부진한 모습을 보였다. 2003-04 시즌엔 경쟁자 로이 마카이가 이적하였으나 컨디션 회복이 더뎌 출전한 33경기의 리그 경기 중 10경기에서만 풀 타임을 소화하였다.
2006년 여름 팀을 떠난 후 볼턴 등이 관심을 보였으나 전 소속팀 마요르카로 복귀하였다. 하지만 2007년 1월, 반 시즌 만에 팀을 떠났고 같은 해 7월 리보르노에 입단하였다. 하지만 21경기에 나서 1골을 기록하는 부진한 활약을 펼쳤고, 팀은 세리에 B로 강등되었다.
2008년 9월 웨스트 햄에서 입단 테스트를 받았고 10월 14일 정식 계약을 체결하였다. 12월 28일 스토크 시티를 상대로 데뷔골을 기록하였지만 1시즌 만에 팀을 떠났다.
2009년 7월 24일 그의 고향인 안달루시아 지방의 팀인 카디스에 자유 계약으로 입단하였다. 29경기에 나서 8골을 기록하였지만 팀은 3부 리그로 강등되었고, 트리스탄도 은퇴를 선언하였다.

### 대표팀 경력
2001년 보스니아 헤르체고비나와의 2002년 FIFA 월드컵 예선 경기를 앞둔 스페인 국가대표팀에 발탁되어 데뷔전을 치렀고, 이 경기에서 데뷔골을 기록하였다. 2002년 월드컵 본선 무대에 등번호 10번을 달고 출전하였지만 부상으로 출전 기회를 잡지 못하였다.